# Moviment Democràtic Federalista Oromo
Moviment Democràtic Federalista Oromo (Oromo Federalist Democratic Movement የኦሮሞ ፌደራሊስት ዴሞክራቲክ ንቅናቄ OFDM) fou un partit regional ètnic oromo d'Etiòpia que va existir fins al 13 de gener del 2009 quan es va fusionar amb el Congrés Popular Oromo (OPC) per formar el Congrés Federalista Oromo. El seu líder era Bulcha Demeksa. El novembre del 2008 el seu secretari general Bekele Jirata, i altres militants, foren empresonats pel govern acusat de col·laborar amb el Front d'Alliberament Oromo; Jirata fou alliberat sota fiança el febrer de 2009.
Als temps de la fusió els dos partits comptaven amb 53 escons en la cambra federal de 178 escons, obtinguts a les eleccions de 2005, dels que 11 eren de l'OFMD. A la cambra regional (de 534 escons) el OFDM en tenia 10 i l'OPC en tenia 105 sent el principal partit d'oposició (era membre de la Unió de Forces Democràtiques Etiòpiques/Union of Ethiopian Democratic Forces).
La fusió no fou reconeguda pel Comté Electoral Nacional d'Etiòpia el que no va impedir una actuació conjunta. Van fer aliança amb la Unió de Forces Democràtiques Etiòpiques, i l'ARENA de l'expresident Negasso Gidada i darrerament van formar part del Medrek (Fòrum pel Diàleg Democràtic).